# Gonolabis
Genre
Gonolabis est un genre d'insectes dermaptères de la famille des Carcinophoridae. Ce sont des perce-oreilles.

## Liste des espèces
- Gonolabis electa Burr, 1910
- Gonolabis marginalis